# Henri Czarniak
Henri Czarniak est un acteur français, d'origine polonaise, né le 3 septembre 1937 à Mulhouse et mort le 2 mars 1986 dans le 8e arrondissement de Paris.

## Biographie
Acteur de seconds rôles, il fait carrière dans le cinéma français des années 1970, principalement dans les films policiers et les comédies.
Il est inhumé au cimetière parisien de Bagneux (division 106).

## Filmographie

### Cinéma
- 1965 : Les Grandes Gueules de Robert Enrico : Stan
- 1966 : L'Homme à la Buick de Gilles Grangier : Tonnerre
- 1967 : L'Homme qui valait des milliards de Michel Boisrond
- 1967 : Les oiseaux vont mourir au Pérou de Romain Gary
- 1968 : Ho ! de Robert Enrico
- 1968 : Jeff de Jean Herman
- 1969 : La Fiancée du pirate de Nelly Kaplan
- 1969 : La Dame dans l'auto avec des lunettes et un fusil d'Anatole Litvak
- 1970 : Boulevard du rhum de Robert Enrico
- 1971 : Les Pétroleuses de Christian-Jaque
- 1971 : L'aventure c'est l'aventure de Claude Lelouch
- 1972 : L'Impossible Objet (Story of a love story) de John Frankenheimer
- 1973 : Le Magnifique de Philippe de Broca : un soldat du commandant (non crédité)
- 1974 : Guerre et Amour (Love and death) de Woody Allen
- 1975 : Emmanuelle l'antivierge de Francis Giacobetti
- 1975 : Chronique des années de braise de Mohammed Lakhdar-Hamina
- 1975 : Le Guêpier de Roger Pigaut
- 1975 : La situation est grave mais... pas désespérée ! de Jacques Besnard : René Delacroix
- 1976 : Le Cri du désir d'Alain Nauroy
- 1976 : Deux cloches dans la neige de Jean-Louis Guillermou
- 1976 : Opération Thunderbolt (Mivtsa Yonatan) de Menahem Golan : Michel Bacos
- 1977 : Stella d'Alain Nauroy
- 1977 : Tendre Poulet de Philippe de Broca
- 1977 : L'Horoscope de Jean Girault
- 1978 : Un professeur d'américain de Patrick Jeudy
- 1978 : Plein les poches pour pas un rond de Daniel Daert
- 1979 : Retour en force de Jean-Marie Poiré
- 1981 : Les Folies d'Élodie d'André Génovès
- 1982 : Les Diplômés du dernier rang de Christian Gion
- 1983 : SAS à San Salvador de Raoul Coutard : Krisantem
- 1983 : Femmes de personne de Christopher Frank
- 1985 : La Baston de Jean-Claude Missiaen

### Télévision
- 1967 : Salle n° 8 de Robert Guez et Jean Dewever, épisode 56 : un agent de police
- 1968 : Les Enquêtes du commissaire Maigret de Claude Barma, épisode : Le Chien jaune : Léon
- 1974 : Malaventure ép. « Aux innocents les mains sales » de Joseph Drimal
- 1975 : L'Homme sans visage de Georges Franju
- 1975 : Monsieur Jadis de Michel Polac
- 1976 : Les Douze Légionnaires de Bernard Borderie
- 1976 : Chapeau melon et bottes de cuir (épisode Le Lion et la Licorne) : Grima
- 1981 : Papa Poule de Roger Kahane, épisode 2, saison 2 : Patrick Zinard (série télévisée)
- 1982 : Médecins de nuit de Stéphane Bertin, épisode : Jo Formose (série télévisée)
- 1982 : Les Nouvelles Brigades du Tigre de Victor Vicas, épisode Made in USA de Victor Vicas

## Théâtre
- 1966 : Le Capitaine Fracasse d'après Théophile Gautier, adaptation Philippe Léotard, mise en scène Ariane Mnouchkine, Théâtre Récamier
- 1967 : Le Cid de Corneille, mise en scène Pierre Valde, Théâtre de Colombes
- 1968 : Homme pour homme de Bertolt Brecht, mise en scène Jean-Pierre Dougnac, Théâtre du Midi
- 1969 : Toro Tumbo de Clément Harari, mise en scène de l'auteur, Théâtre de la Cité internationale
- 1977 : Adieu Supermac de Christopher Frank, mise en scène de l'auteur, Théâtre de Plaisance